# Cereus bicolor
Cereus bicolor é uma espécie botânica de plantas da família das Cactaceae. É endêmica do Brasil, mais especificamente, do estado de Mato Grosso do Sul, e rara na vida silvestre.

## Descrição
É um cactus arbustivo, ramificado, basal de até 3 m de altura com os caules de cor azulada de até 90 cm de altura com 6 a 9 cm de diâmetro. Tem 7 ou 8 costelas; aréolas de 1.2 cm com lã embranquecida e espinhas bicolor com base escura, e 3 a 5 espinhas centrais e 6 a 8  radiais. Tem flores noturnas de cor branca de 19 cm.

## Taxonomia
Cereus bicolor foi descrita por Rizzini & A.mattos e publicada na Revista Brasileira de Biologia n° 45, do ano de 1985.
Cereus: nome genérico que deriva do termo latim cereus = "círio ou vela" que alude a sua forma alongada, perfeitamente reta".
bicolor: epíteto latino que significa "com duas cores".